# كيفن لايرا
كيفن لايرا (بالإسبانية: Kevin Larrea) هو لاعب كرة قدم أوروغواياني، ولد في 19 أبريل 1996 في بايساندو في الأوروغواي. لعب مع رامبلا جونيورز.

## وصلات خارجية
- كيفن لايرا على موقع قاعدة بيانات كرة القدم.إي يو (الإنجليزية)
- كيفن لايرا على موقع Soccerway.com (الإنجليزية)